# Сеітаблаєв Ахтем Шевкетович

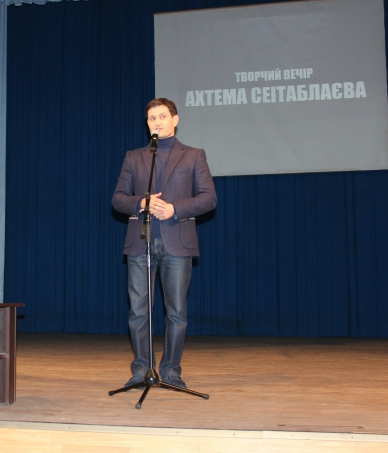
Ахтем Сеітаблаєв на творчому вечорі (2019)

Ахте́м Шевке́тович Сеітабла́єв (крим. Ahtem Şevket oğlu Seit-Abla, нар. 11 грудня 1972, Янгіюль, Ташкентська область, Узбецька РСР, СРСР) — український актор та режисер кримськотатарського походження. Заслужений діяч мистецтв України (2024). Заслужений артист АР Крим. Ведучий військово-патріотичного ток-шоу «Хоробрі серця» на телеканалі «1+1». Директор державного підприємства «Кримський дім».

## Життєпис
Народився у місті Янгіюль неподалік Ташкента 11 грудня 1972 року. Після закінчення школи 1989 року з родиною переїхав до Криму, де 1992 року закінчив акторське відділення Кримського культурно-просвітницького училища, 1999 року — відділення режисури й драматургії Київського університету театру, кіно та телебачення. Грав у виставах Державного кримськотатарського академічного музично-драматичного театру в Сімферополі, там само як режисер поставив театральні вистави «Моя любов Електра» (за п'єсою угорського драматурга Ласло Дюрко), «Лісову пісню» (за Лесею Українкою), «Браво, Амадео!» (за Олександром Пушкіним), а також свою дипломну роботу за мотивами «Бахчисарайського фонтану» (Олександр Пушкін). Працював на телеканалі «Про-ТБ».
2003 року дебютував у кінематографі, зігравши роль середнього брата Умая в українській драматичній стрічці Олеся Саніна «Мамай», і був другим режисером. Далі були епізодичні ролі у серіалах «Повернення Мухтара-2», фільм «Золоті хлопці», «Навіжена» і в українському художньому фільмі Миколи Мащенка «Богдан-Зиновій Хмельницький».
Як другий режисер працював над стрічкою «Татарський триптих» (режисер Олександр Муратов), де також виконав одну з головних ролей.
З 2005 року працює в трупі Київського академічного театру драми і комедії на лівому березі Дніпра. 2009 року зіграв епізодичну роль Аркадія, сина головного героя, в мелодраматичній стрічці «Тяжіння» режисера Антона Азарова.
2007 року дебютував як режисер, першою роботою стала телевізійна стрічка «Квартет для двох». Того ж року створює комедію «Фабрика щастя». У 2011 році мінісеріал про радянську акторку Едіт Береш «Осінні квіти».
2011 року виходить його «Чемпіони з підворіття», котрий був визнаний найкращим українським фільмом у 2012 році та нагороджений премією «Золотий Дюк» на 3-му Одеському міжнародному кінофестивалі. У тому ж році Сеітаблаєв випустив телевізійну мелодраму «Одного разу в Новий Рік» та «Темні води», де також зіграв одну з ролей.
У 2013 році виходить історична військова драма «Хайтарма». Ахтем присвятив картину важкому періоду історії свого рідного кримськотатарського народу. Сюжет фільму заснований на реальних подіях. Роль головного персонажа цього фільму, військового льотчика Амет-Хана Султана, виконав сам Ахтем Сеітаблаєв. Стрічка отримала Премію Національної спілки кінематографістів України у номінаціях «Найкращий фільм року» та «Найкращий ігровий фільм». Фільм «Хайтарма» отримав гран-прі на фестивалі «Корона Карпат» у Трускавці, був визнаний найкращим фільмом, а Сеітаблаєв найкращим режисером 2014 року на італійському фестивалі «Кімерія» в Термолі.

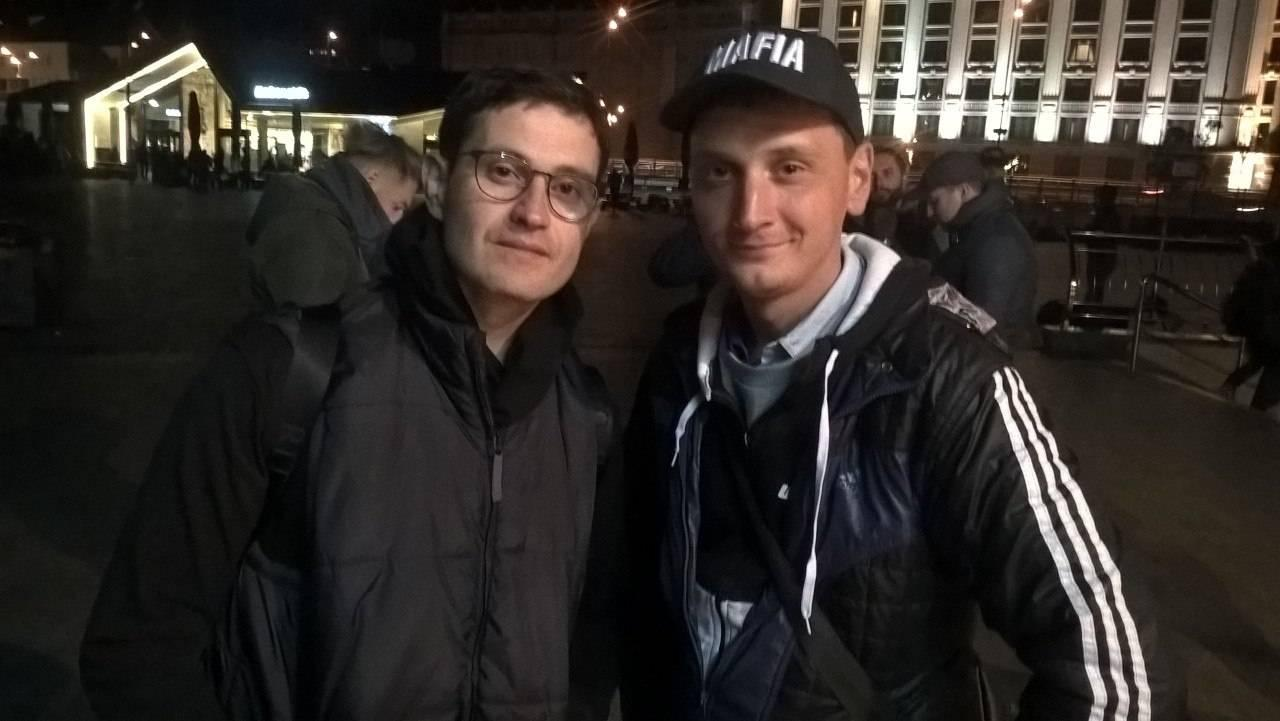
Ахтем Сеітаблаєв на зніманні серіалу «Доброволець» (2019)

У 2016—2017 роках на кіностудії «Ідас Філм» знята історична драма Чужа молитва під робочою назвою «Її серце». Фільм розповідає історію подвійного врятування єврейських дітей кримськотатарською вихователькою дитячого будинку в Бахчисараї Саїде Аріфовою, — вперше від нацистів, і вдруге — від російських сталіністів. У драматичних подіях Другої світової війни, ризикуючи своїм життям, врятувала 88 єврейських дітей від згибелі, видаючи дітей за кримських татар, а по закінченні війни — від військ НКВД, які здійснювали депортацію кримських татар у травні 1944 року, довівши, що ці діти є євреями. Фільм отримав позитивні відгуки та номінації на премію Золота дзиґа.
Протягом 2017 року Ахтем Сеітаблаєв зняв воєнну драму про оборону донецького аеропорту під назвою Кіборги. Герої не вмирають. Стрічка отримала позитивні відгуки критики і глядачів, а також ряд номінацій і нагород. Було позитивно відзначено сценарій Наталії Ворожбит та акторську гру.
22 травня 2019 році на 72-му Каннському міжнародному фестивалі відбулася прем'єра фільму «Додому» Нарімана Алієва, головну роль виконав Ахтем. Фільм брав участь у конкурсній програмі «Особливий погляд». 23 серпня 2019 року Український оскарівський комітет обрав драму Нарімана Алієва «Додому» у якості національного претендента від України на премію «Оскар» за найкращий фільм іноземною мовою.

## Нагороди
- Орден «За заслуги» III ступеня — за значний особистий внесок у державне будівництво, соціально-економічний, науково-технічний, культурно-освітній розвиток України, вагомі трудові здобутки та високий професіоналізм (24 серпня 2017 року)[1][18].
- Почесний нагрудний знак Головнокомандувача Збройних Сил України «Золотий Хрест» (10 грудня 2022)[19].
- Лауреат державної премії Криму — за роль Макбета у виставі «Макдуф» («Макдуф» — назва Шекспірівської вистави «Макбет» у кримськотатарському варіанті).
- Лауреат державної премії Криму за роль Хосе у виставі «Кармен».
- Лауреат театральної премії «Київська пектораль» — за роль Ромео у виставі «Ромео і Джульєтта».
- Український фільм Нарімана Алієва «Додому» визнаний найкращим іноземним фільмом 7-го Міжнародного Босфорського кінофестивалю, а Ахтем Сеітаблаєв, який зіграв у стрічці головну роль, отримав нагороду за найкращу чоловічу роль[20].
- Лауреат премії імені Василя Стуса[21].

## Цікаві факти
- Походить із родини депортованих кримських татар.
- Ще до початку акторської кар'єри збирався вступити на факультет фізичного виховання, однак провалив іспити; має перший розряд з баскетболу та звання «кандидат у майстри спорту» з дзюдо.
- Театральний спектакль «Макбет», у якому Сеітаблаєв грав головну роль, брав участь у багатьох світових фестивалях, зокрема й Единбурзькому театральному фестивалі.

## Громадянська позиція
29 травня 2018 року записав відеозвернення на підтримку незаконно ув'язненого у Росії українського режисера Олега Сенцова.
25 лютого 2022 року, у перші дні російського вторгнення в Україну, записався до лав територіальної оборони міста Києва.

## Ролі у театрі

### Київський академічний театр драми і комедії на лівому березі Дніпра
- Ромео — «Ромео и Джульетта» (за В. Шекспіром, 2005).
- Маляр — «Очередь» (за Олександром Марданем, 2006).
- Батько — «Обман длиною в жизнь» (за повістю Діни Рубіної «Двойная фамилия», 2012).
- Ноах Грінвальд — «Море…Ніч…Свічки…» (за Йосефом Бар-Йосеф, п'єса «Це велике море»).

### Кримськотатарський академічний музично-драматичний театр
- Макбет (у кримськотатарському варіанті — Макдуф) — «Макбет» (за В. Шекспіром).
- Хосе — «Кармен» (за Проспером Меріме).
- Кочкарьов — «Женитьба» (за М. Гоголем).

## Галерея

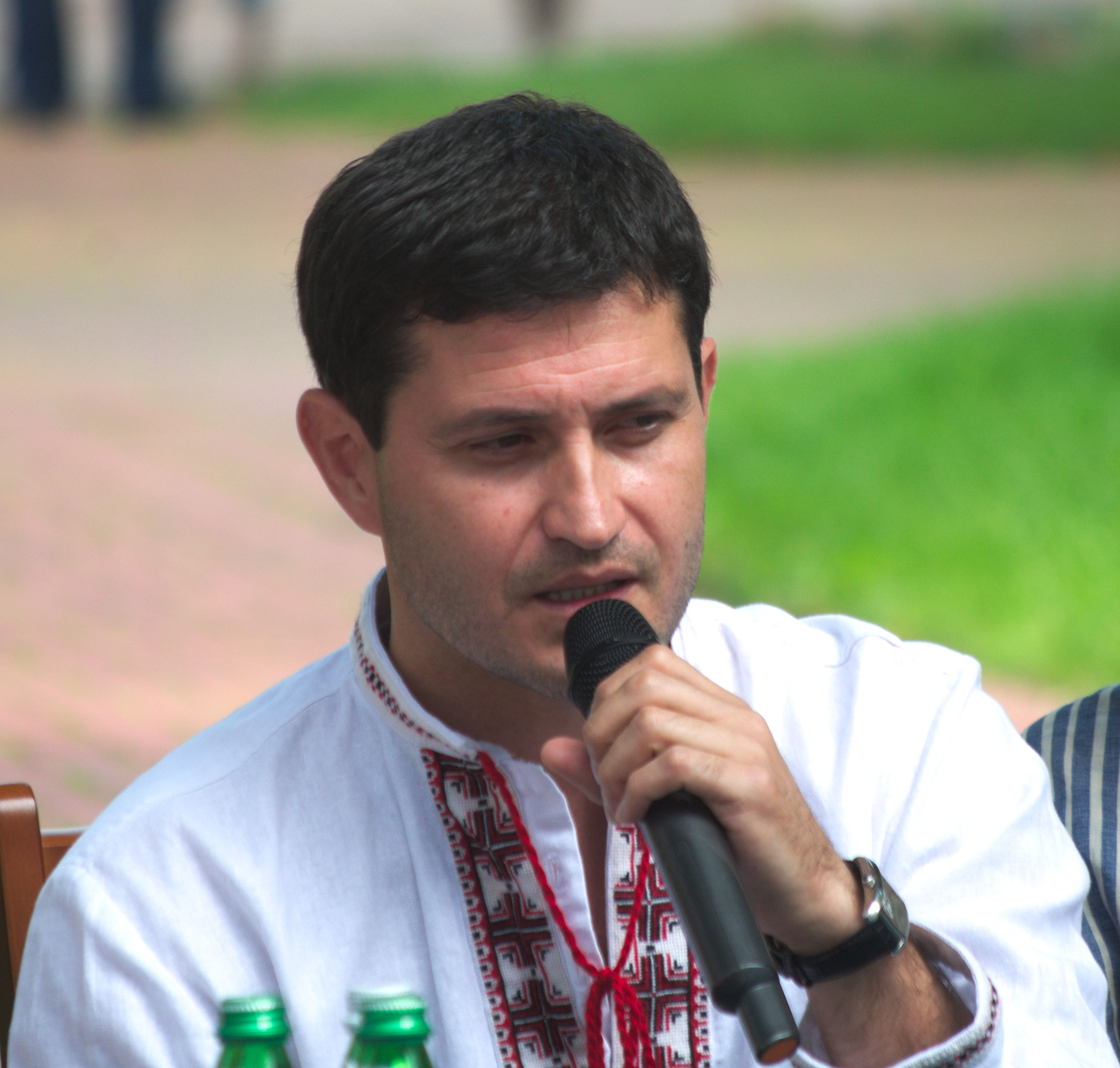
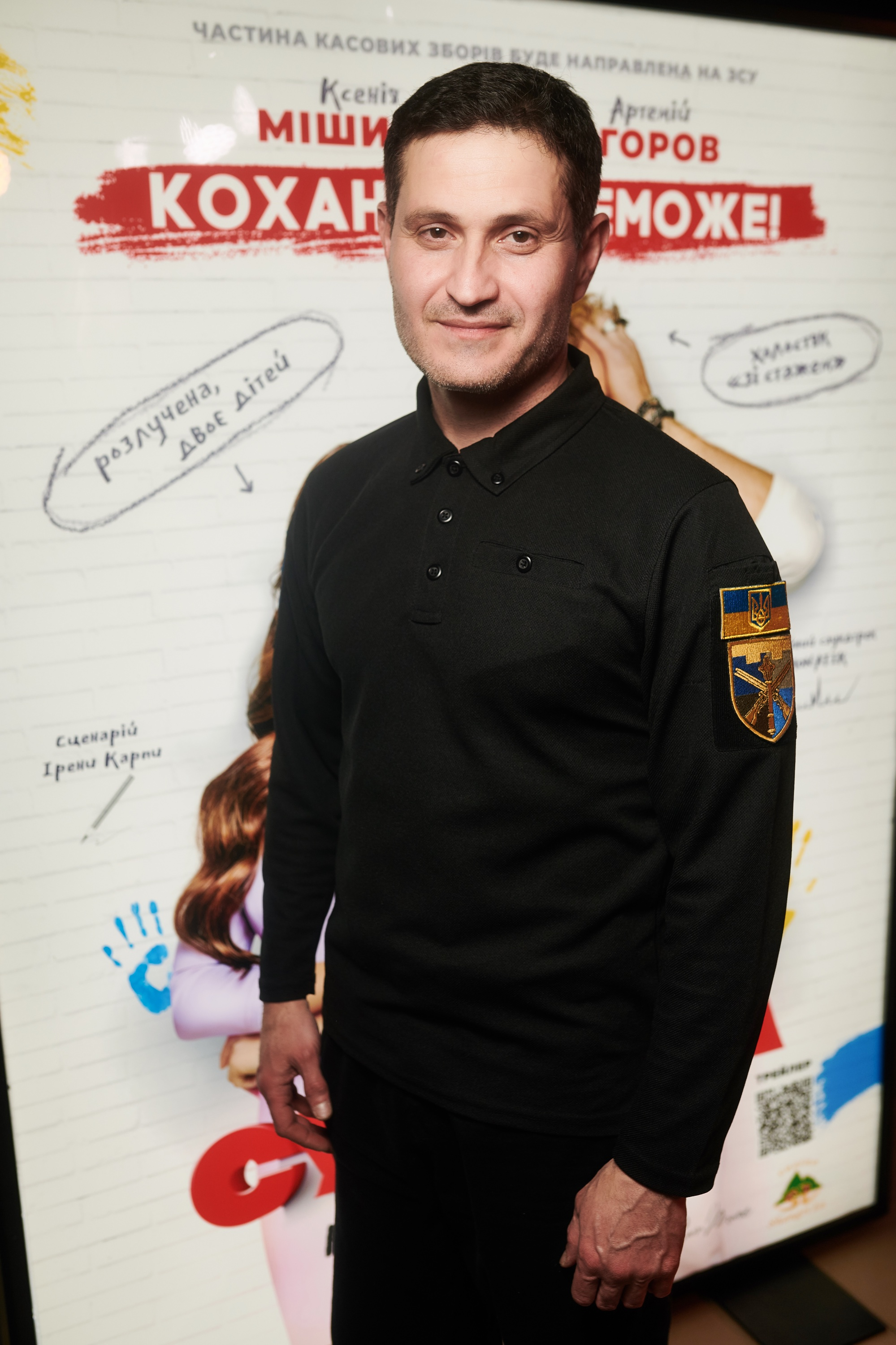

### Театр російської драми ім. Лесі Українки
- Монах — «Завещание целомудренного бабника» (за Анатолієм Кримом).

### Київська академічна майстерня театрального мистецтва «Сузір'я»
- Самір — «Будьте как дома» (за п'єсою Ж.-М. Шевре «Сквот»).

### Антрепризи
- Віктор — «Варшавская мелодия-2» (за І. Афанасьєвим).
- Рей Малколм — «Качество звезды» (за Н. Коуардом).

## Фільмографія

### Актор
| Акторські роботи | Акторські роботи                   | Акторські роботи                      | Акторські роботи |
| Рік              | Фільм                              | Роль                                  |                  |
| ---------------- | ---------------------------------- | ------------------------------------- | ---------------- |
| 2003             | Мамай                              | Середній брат Умай                    |                  |
| 2004             | Московська сага                    | Епізод                                |                  |
| 2004             | Татарський триптих                 | Стамбульський сохти / Рустем          |                  |
| 2005             | Повернення Мухтара-2               | Сафіуллін                             |                  |
| 2005             | Золоті хлопці                      | Епізод                                |                  |
| 2005             | Навіжена                           | Охоронець автостоянки                 |                  |
| 2006             | Богдан Зиновій Хмельницький        |                                       |                  |
| 2006             | Повернення Мухтара-3               | Тимур Хазов                           |                  |
| 2006             | Жіноча робота з ризиком для життя  | Артем Полонський                      |                  |
| 2007             | Жага екстриму                      | Нікіта                                |                  |
| 2008             | Тяжіння                            | Аркадій (син Олександра Миколайовича) |                  |
| 2009             | Осінні квіти                       | Мішочник у потязі                     |                  |
| 2011             | Темні води                         | Епізод                                |                  |
| 2012             | Актор, або Кохання не за сценарієм | фільм не був завершений               |                  |
| 2012             | Свати-6                            | Мурат Владиленович (власник Буковеля) |                  |
| 2012             | Хайтарма                           | Амет-Хан Султан                       |                  |
| 2015             | Гвардія                            | Татарин                               |                  |
| 2015             | Центральна лікарня                 | Рустам Агаларов                       |                  |
| 2016             | Я з тобою                          | Андрій                                |                  |
| 2016             | День незалежності. Василь Стус     | Василь Стус                           |                  |
| 2016             | Східні солодощі                    | Ібрагім                               |                  |
| 2016             | На лінії життя                     | Сергій Задорожний                     |                  |
| 2017             | Правило бою                        | Людина в чорному                      |                  |
| 2017             | Чужа молитва                       |                                       |                  |
| 2018             | Список бажань                      | Леонід Кауфман (мер)                  |                  |
| 2019             | Додому                             | Мустафа                               |                  |
| 2019             | «Вітер зі сходу»                   | камео                                 |                  |
| 2021             | Ми є. Ми поруч                     | Олексій                               |                  |
| 2021             | Інший Франко                       | Андрій Грищук                         |                  |
|                  | «Крила»                            | Бог(Любов)                            |                  |

### Режисер
| Режисерські роботи | Режисерські роботи            | Режисерські роботи             | Режисерські роботи     |
| Рік                | Назва українською             | Назва в оригіналі              | Тип                    |
| ------------------ | ----------------------------- | ------------------------------ | ---------------------- |
| 2007               | Квартет для двох              | рос. Квартет для двоих         | телефільм              |
| 2007               | Фабрика щастя                 | рос. Фабрика счастья           | телефільм              |
| 2008               | Операція «ЧеГевара»           | рос. Операция «ЧеГевара»       | телефільм              |
| 2009               | Осінні квіти                  | рос. Осенние цветы             | мінісеріал             |
| 2009               | Осінні клопоти                | рос. Осенние заботы            | телефільм              |
| 2010               | 8 країн, 8 режисерів та Сінан | тур. 8 ülke 8 yönetmen & Sinan | короткометражний фільм |
| 2011               | Чемпіони із підвороття        | рос. Чемпионы из подворотни    | мінісеріал             |
| 2011               | Темні води                    | рос. Тёмные воды               | телефільм              |
| 2011               | Якось на Новий рік            | рос. Однажды в Новый год       | телефільм              |
| 2012               | Хайтарма                      | рос. Хайтарма                  | повнометражний фільм   |
| 2017               | Чужа молитва                  | рос. Чужая молитва             | повнометражний фільм   |
| 2017               | Кіборги                       | Н/Д                            | повнометражний фільм   |
| 2019               | Захар Беркут                  | англ. The Rising Hawk          | повнометражний фільм   |
| 2019               | Номери                        | Н/Д                            | повнометражний фільм   |
| 2020               | Доброволець                   | Н/Д                            | 6-серійний мінісеріал  |
| 2023               | Мирний-21                     |                                | повнометражний фільм   |

### Сценарист
| 2009 | Осінні квіти          |
| 2011 | Чемпіони з підворіття |

### Продюсер
| TBA | Пропала грамота 2 |

## Нотатки
1. ↑  Деякі ЗМІ записують прізвище також як Сеїтаблаєв або Сейтаблаєв.